# Гадинківці (станція)
Гади́нківці — проміжна залізнична станція Тернопільської дирекції Львівської залізниці на лінії Тернопіль — Біла-Чортківська між станціями Копичинці (6 км) та Вигнанка (3,5 км). Розташована в  однойменному селі Чортківського району Тернопільської області.

## Історія
Станція відкрита у 1884 році на ділянці Станіслав — Гусятин. В цьому ж році був побудований вокзал, який зберігся в досить непонаному стані і понині.
У 1968 році станція обладнана електричною централізацією (ЕЦ) стрілок і сигналів.

## Пасажирське сполучення
На станції Гадинківці зупиняються приміські поїзди сполученням:
- Тернопіль — Заліщики.

Раніше курсував приміський поїзд сполученням Тернопіль — Борщів (нині скасований).